# 삼성 갤럭시 탭 프로 8.4
삼성 갤럭시 탭 프로 8.4(Samsung GALAXY Tab PRO 8.4)는 삼성전자에서 제조·판매하는 안드로이드 태블릿 컴퓨터다.
2014년 1월 7일 미국 라스베이거스에서 열린 CES 2014에서 처음 발표되어, 2014년 2월 11일에 출시되었다

## 연혁
- 2014년 1월 7일 : 미국 라스베이거스에서 열린 CES 2014에서 공개[4][5]
- 2014년 2월 11일 : T320 모델 출시[6]

## 외형
뒷면은 가죽의 질감을 흉내낸 플라스틱에 스티치 디자인을 적용하였다.

## 색상
- 제트 블랙
- 클래식 화이트

## 운영 체제/소프트웨어

### 안드로이드 4.4 킷캣
안드로이드 OS 4.4 킷캣을 탑재하여 출시했다.
5.0 롤리팝의 경우
공식적으로 지원되지 않는다고 한다.

### 한컴 오피스
워드프로세서로 기본적으로 탑재되어있으며, 에디터등의 일부 기능은 삼성 앱스나 앱 내에서 무료로 다운로드 받을 수 있다.

### 특수 기능
- 멀티 윈도우 : 화면을 두 개에서 네 개까지 분할하여 서로 다른 앱을 동시에 실행할 수 있고 한 창에서 캡처한 글씨, 사진, 동영상 등을 드래그하여 다른 창으로 붙여 넣을 수 있다.

- 마이 매거진 : 다양한 컨텐츠들을 주제별로 정리하여 한 눈에 모아 볼 수 있다.

## 같이 보기
- 삼성 갤럭시 노트 10.1 2014 에디션
- 삼성 갤럭시 노트 프로 12.2
- 삼성 갤럭시 탭 프로 10.1
- 삼성 갤럭시 탭 프로 12.2
- 삼성 갤럭시 탭 4
- 삼성 갤럭시 탭 S